# Cape Wolstenholme
Cape Wolstenholme (Frans: Cap Wolstenholme, Inuktitut: Anaulirvik) is een kaap in het uiterste noorden van de Canadese provincie Québec. De kaap is zowel noordelijkste punt van het schiereiland Ungava als van het schiereiland Labrador, waar Ungava deel van uitmaakt.

## Vogelhabitat
Cape Wolstenholme en de nabijgelegen Diggeseilanden vormen een van de grootste broedlocaties van de kortbekzeekoet ter wereld.